# (1234) Elyna
(1234) Elyna es el asteroide número 1234 situado en el cinturón principal. Fue descubierto por el astrónomo Karl Wilhelm Reinmuth  desde el observatorio de Heidelberg, el 18 de octubre de 1931. Su designación alternativa es 1931 UF. Está nombrado por la Elyna, un antiguo género de plantas asimilado a la Kobresia.